# رایا سیکاتونا
رایا سیکاتونا (به لاتین: Rajah Sikatuna Protected Landscape) یک منطقه حفاظت‌شده در فیلیپین است که در Bohol, Philippines واقع شده‌است.